# Il re dell'ombra
Il re dell'ombra (The Sleeping Cardinal) è un film del 1931 diretto da Leslie S. Hiscott, basato sui racconti L'ultima avventura  e L'avventura della casa vuota di Arthur Conan Doyle. Si tratta del primo film interpretato da Arthur Wontner nei panni di Sherlock Holmes, seguito da The Missing Rembrandt (1932), Il segno dei quattro (1932), Il trionfo di Sherlock Holmes (1935) e Sherlock Holmes alle corse (1937). L'intera saga è però ambientata negli anni 1930 anziché nell'età vittoriana. Presentato in anteprima a Londra il 27 febbraio 1931, il film fu distribuito nel Regno Unito il 20 luglio dalla Warner Bros.

## Distribuzione

### Data di uscita
Le date di uscita internazionali sono state:
- 20 marzo 1931 in Irlanda
- 12 luglio negli Stati Uniti (Sherlock Holmes' Fatal Hour)
- 20 luglio nel Regno Unito
- 12 settembre in Australia
- 1º novembre 1935 in Italia

### Edizione italiana
Il film fu distribuito in Italia solo dopo Il segno dei quattro, terzo film della serie. Il doppiaggio italiano fu eseguito presso lo Stabilimento Palatino.